# Dumfries (Nuevo Brunswick)
Dumfries es una parroquia canadiense situada en la provincia de Nuevo Brunswick.

## Superficie
Dumfries tiene una superficie de 298,51 km².

## Demografía
En 2021, tenía 420 habitantes, una densidad poblacional de 1,4 hab./km², y 304 viviendas.